# Макгрегор, Кен
Кеннет Брюс (Кен) Макгрегор (англ. Kenneth Bruce 'Ken' McGregor; 2 июня 1929, Аделаида — 1 декабря 2007) — австралийский теннисист и игрок в австралийский футбол.
- Победитель девяти турниров Большого шлема в одиночном, мужском парном и смешанном парном разряде, обладатель Большого шлема 1951 года в мужском парном разряде (с Фрэнком Седжменом)
- Трёхкратный обладитель Кубка Дэвиса в составе сборной Австралии
- Член Международного зала теннисной славы с 1999 года; член Зала спортивной славы Австралии с 2000 года

## Спортивная карьера

### Любительская карьера
Кен Макгрегор был универсальным атлетом и, помимо тенниса, серьёзно занимался австралийским футболом. Возможно, он с самого начала избрал бы футбольную карьеру, но на способного подростка обратил внимание капитан национальной теннисной сборной Гарри Хопман, уговоривший его переехать из родной Аделаиды в Мельбурн, где было больше возможностей для занятий теннисом. В 1948 году Макгрегор выиграл юношеский чемпионат Австралии. Во взрослом турнире он дошёл до второго круга, а через год до третьего. В 1950 году он стал финалистом, проиграв Фрэнку Седжмену. В том же году он завоевал свой первый титул в турнирах Большого шлема, выиграв с американкой Маргарет Осборн-Дюпон у Седжмена и другой американской теннисистки Дорис Харт в чемпионате США в смешанном парном разряде. В июле того же года его пригласили в сборную Австралии, с которой он выиграл Кубок Дэвиса, нанеся в финале поражение одному из ведущих американских игроков Теду Шрёдеру.
В 1951 году Макгрегор начал выступать в мужском парном разряде с Фрэнком Седжменом. Вместе они выиграли все четыре турнира Большого шлема, впервые в истории завоевав Большой шлем в мужских парах. Этот результат не был повторен с тех пор ни разу. Макгрегор также успешно выступал в одиночном разряде и дважды вышел в финал турниров Большого шлема — во второй раз за карьеру на чемпионате Австралии, а затем на Уимблдоне, оба раза уступив американцу Дику Сэвитту. В конце года он во второй раз подряд выиграл со сборной Кубок Дэвиса.
В 1952 году Макгрегор выиграл чемпионат Австралии в одиночном разряде, победив в финале Седжмена. В парном разряде они довели счёт побед в турнирах Большого шлема до семи подряд до того, как неожиданно проиграли в финале чемпионата США австралийско-американской паре Мервин Роуз — Вик Сейксас. В третий раз подряд выиграв Кубок Дэвиса в декабре 1952 года, Макгрегор и Седжмен согласились на предложение менеджера профессионального теннисного турне Джека Креймера и перешли в профессионалы.

### Профессиональная теннисная карьера
Поскольку Макгрегор и Седжмен были лучшей в мире парой, зрителей на турне с их участием привлекали в основном их парные игры, в которых их соперниками были сам Креймер и Панчо Сегура. Седжмен и Макгрегор очень серьёзно относились к парным играм, не соглашаясь на договорные результаты, но, если Седжмен хорошо держался и в одиночных встречах, для Макгрегора этот режим оказался непосильным. Хотя по ходу любительской карьеры он входил в десятку лучших игроков мира в одиночном разряде и поднимался в иерархии до третьего места, в одиночных играх он не смог составить настоящей конкуренции ведущим мастерам-профессионалам, проиграв турне Сегуре с крупным счётом. Джек Креймер позже писал, что любовь Макгрегора к теннису уступала его любви к австралийскому футболу и что он, видимо, продолжал играть только из-за денег, которые должен был получить по условиям контракта.

### Футбольная карьера
Расставшись в 25 лет с теннисом, Кен Макгрегор стал игроком в австралийский футбол. Он провёл 52 игры за пять сезонов в команде Западной Аделаиды и трижды (в 1954, 1956 и 1958 году) доходил со своим клубом до финала Южно-Австралийской Национальной футбольной лиги (SANFL). Его любовь к австралийскому футболу подчёркивает тот факт, что в 1999 году, когда Международный зал теннисной славы включил его в свои списки, Макгрегор презентовал для музея теннисной славы свой старый футбольный свитер с номером 4.

## Участие в финалах турниров Большого шлема за карьеру

### Одиночный разряд (4)

#### Победа (1)
| Год  | Турнир              | Соперник в финале | Счёт в финале        |
| ---- | ------------------- | ----------------- | -------------------- |
| 1952 | Чемпионат Австралии | Фрэнк Седжмен     | 7-5, 12-10, 2-6, 6-2 |

#### Поражения (3)
| Год  | Турнир                  | Соперник в финале | Счёт в финале      |
| ---- | ----------------------- | ----------------- | ------------------ |
| 1950 | Чемпионат Австралии     | Фрэнк Седжмен     | 3-6, 4-6, 6-4, 1-6 |
| 1951 | Чемпионат Австралии (2) | Дик Сэвитт        | 3-6, 6-2, 3-6, 1-6 |
| 1951 | Уимблдонский турнир     | Дик Сэвитт        | 4-6, 4-6, 4-6      |

### Мужской парный разряд (8)

#### Победы (7)
| Год  | Турнир                  | Партнёр       | Соперники в финале            | Счёт в финале            |
| ---- | ----------------------- | ------------- | ----------------------------- | ------------------------ |
| 1951 | Чемпионат Австралии     | Фрэнк Седжмен | Джон Бромвич Адриан Квист     | 11-9, 2-6, 6-3, 4-6, 6-3 |
| 1951 | Чемпионат Франции       | Фрэнк Седжмен | Гарднар Маллой Дик Сэвитт     | 6-2, 2-6, 9-7, 7-5       |
| 1951 | Уимблдонский турнир     | Фрэнк Седжмен | Ярослав Дробны Эрик Стёрджесс | 3-6, 6-2, 6-3, 3-6, 6-3  |
| 1951 | Чемпионат США           | Фрэнк Седжмен | Дон Кэнди Мервин Роуз         | 10-8, 6-4, 4-6, 7-5      |
| 1952 | Чемпионат Австралии (2) | Фрэнк Седжмен | Дон Кэнди Мервин Роуз         | 6-4, 7-5, 6-3            |
| 1952 | Чемпионат Франции (2)   | Фрэнк Седжмен | Гарднар Маллой Дик Сэвитт     | 6-3, 6-4, 6-4            |
| 1952 | Уимблдонский турнир (2) | Фрэнк Седжмен | Вик Сейксас Эрик Стёрджесс    | 6-3, 7-5, 6-4            |

#### Поражение (1)
| Год  | Турнир        | Партнёр       | Соперники в финале      | Счёт в финале             |
| ---- | ------------- | ------------- | ----------------------- | ------------------------- |
| 1952 | Чемпионат США | Фрэнк Седжмен | Мервин Роуз Вик Сейксас | 6-3, 8-10, 8-10, 8-6, 6-8 |

### Смешанный парный разряд (1)
Победа (1)
| Год  | Турнир        | Партнёр               | Соперники в финале       | Счёт в финале |
| ---- | ------------- | --------------------- | ------------------------ | ------------- |
| 1950 | Чемпионат США | Маргарет Осборн-Дюпон | Дорис Харт Фрэнк Седжмен | 6-4, 3-6, 6-3 |

## Участие в финальных матчах Кубка Дэвиса (3)

### Победы (3)
| №  | Год  | Место    | Команда                                        | Соперник в финале                     | Счёт |
| 1. | 1950 | Нью-Йорк | Австралия Д. Бромвич, К. Макгрегор, Ф. Седжмен | США Т. Браун, Г. Маллой, Т. Шрёдер    | 4-1  |
| 2. | 1951 | Сидней   | Австралия К. Макгрегор, М. Роуз, Ф. Седжмен    | США В. Сейксас, Т. Траберт, Т. Шрёдер | 3-2  |
| 3. | 1952 | Аделаида | Австралия К. Макгрегор, Ф. Седжмен             | США В. Сейксас, Т. Траберт            | 4-1  |